# Kirikou et les hommes et les femmes
Kirikou et les hommes et les femmes è un film d'animazione del 2012 diretto da Michel Ocelot.
Si tratta del terzo film su Kirikou e il suo mondo dopo Kirikù e la strega Karabà (Kirikou et la Sorcière) del 1998 e Kirikù e gli animali selvaggi (Kirikou et les bêtes sauvages) del 2005. Attualmente è inedito in lingua italiana.
Come nei suoi due predecessori viene utilizzata l'animazione tradizionale ma, a differenza di questi, è stata incorporata anche la tecnologia cinematografica 3D.

## Trama
Seguendo lo stesso principio di Kirikù e gli animali selvaggi, questo film segue alcune avventure del bambino protagonista che vengono raccontate dal nonno di Kirikù, il Saggio della Montagna. Mentre il precedente midquel presentava storie collegate agli animali, questo si concentra sulle relazioni degli abitanti del villaggio tra loro o con estranei di passaggio.

### Prima storia
Dopo che il tetto della donna robusta del villaggio viene bruciato dai feticci di Karabà (come mostrato nel primo film), lo zio di Kirikù e gli abitanti del villaggio si incaricano di ripararlo, ma vengono ostacolati dai feticci della strega. La donna robusta viene ospitata dalla madre di Kirikù, ma russa così forte che Kirikù e la madre passano la notte sotto le stelle. Il giorno dopo, la stagione delle piogge ha inizio e il vento danneggia i tetti di diverse case, compresa la capanna di Karabà; Kirikù ha quindi l'idea di fare un patto con la strega offrendo agli abitanti del villaggio di riparare il suo tetto in cambio del permesso di riparare quello della donna robusta. Karabà accetta pensando di approfittare dell'occasione per catturare lo zio di Kirikù, ma gli abitanti del villaggio fingono che l'uomo abbia avuto un incidente così che solo le donne si occupano delle riparazioni. Una volta riparata la capanna della strega è la volta di quella della donna robusta, che ritrova finalmente la sua casa.

### Seconda storia
Una notte, incapace di dormire, Kirikù va a cerca l'anziano del villaggio, un uomo molto scontroso ma noto anche per la sua grande conoscenza. Nascondendosi vicino alla capanna di Karabà e imitando la voce della strega, Kirikù riesce a farsi aiutare dal feticcio sul tetto, che avvista l'anziano abbastanza lontano dal villaggio, vicino agli alberi di fico: l'uomo infatti si è arrampicato su un albero per fuggire da uno sciacallo affamato. Il bambino riesce a portare all'uomo qualcosa da mangiare e da bere, poi entrambi scendono dall'albero dopo che una pantera nera uccide lo sciacallo e lo porta via. A sua volta l'anziano rifocilla Kirikù, poi si ubriaca con delle bacche e inizia a urlare provocazioni contro Karabà, che il feticcio sul tetto riesce a sentire. Mentre i feticci arrivano per catturare l'anziano, Kirikù lo salva con un trucco, facendo portare via ai feticci un masso coperto con gli abiti dell'uomo. Kirikù poi realizza una tunica di foglie per l'anziano ed entrambi tornano al villaggio.

### Terza storia
Mentre giocano alla fonte, Kirikù e i bambini incontrano un ragazzo avvolto in un abito blu con turbante e con la pelle bianca. Kirikù, che non ha paura, interroga il ragazzo tramite gesti e lui risponde mimando la propria storia: la carovana di cammelli con cui viaggiava è stata sorpresa da una tempesta di sabbia e lui si è perso. Gli abitanti del villaggio sono inizialmente ostili, ma interviene la madre di Kirikù che conosce il popolo dei tuareg e la loro lingua, così riesce a comunicare col ragazzo, che si chiama Anigouran proviene dall'Aïr, un massiccio montuoso a nord del loro villaggio. Ella ospita il ragazzo e spiega al figlio gli usi e costumi dei tuareg, quando all'improvviso lo zio di Kirikù ordina agli abitanti di mettersi al riparo perché è comparsa una pantera nera (probabilmente la stessa della storia precedente); Anigouran, uscito dalla capanna per raccogliere piante, viene messo alle strette dalla pantera ma riesce a trafiggerla con un pugnale. Per ringraziarlo, una ragazzina che all'inizio aveva paura di lui chiede alla propria madre, la donna robusta, di curargli la ferita provocata dalla pantera; quando arriva il momento per il ragazzo di partire ne è molto dispiaciuta, tanto da mettersi quasi piangere. Kirikù e sua madre viaggiano con il ragazzo nella sua regione natale, dove Anigouran si riunisce ai suoi genitori e tutti e tre premiano Kirikù e sua madre con dei doni: una collana e una chèche blu.

### Quarta storia
Al villaggio di Kirikou giunge una donna griot che va di villaggio in villaggio per raccontare storie. Accolta con sospetto da alcuni paesani che vedono in lei una bocca in più da sfamare, di notte lei incanta l'assemblea quando comincia a raccontare la storia dell'imperatore Sundjata Keïta. Tuttavia, Karabà è infastidita per il fatto che non può udire la storia, perciò invia i suoi feticci che addormentano tutti con fiori soporiferi e cattura la griot, costretta da Karabà a raccontare la stessa storia; Kirikù cerca un modo per liberarla, ma riesce soltanto a nascondersi vicino alla capanna di Karabà per sentire cosa succederà dopo. Pressato dagli abitanti del villaggio, il bambino finisce per improvvisarsi griot per raccontare loro cosa succederà successivamente. Qualche tempo dopo, gli abitanti del villaggio vedono ritornare la griot, che è riuscita a convincere Karabà a lasciarla andare ma si rifiuta di rivelare il motivo: ciò fa parte della storia di Karabà, che non è ancora finita. Predice inoltre che Kirikù diventerà a sua volta un griot una volta cresciuto.

### Quinta storia
Il villaggio è travolto dall'harmattan, un vento caldo e secco dal rumore assordante, che porta tutti i rumori del villaggio fino alla capanna di Karabà. Disturbata dai pianti dei bambini, la strega ordina agli abitanti del villaggio di zittirli, ma loro non ci riescono. Kirikù realizza un flauto rudimentale che distrae un po' i bambini; tuttavia Karabà non lo apprezza e manda i feticci a rompere lo strumento. La madre di Kirikù incoraggia quindi suo figlio a creare un altro flauto e lo porta in una grotta dove Karabà non potrà sentirli, mostrandogli il flauto di suo padre. Il padre di Kirikù, un eccellente flautista, aveva insegnato a sua moglie a suonare lo strumento, ma gli abitanti del villaggio hanno una visione negativa di una donna che suona. La madre insegna a Kirikù a costruire un flauto migliore e a suonarlo meglio. Di ritorno al villaggio, Kirikù, accompagnato da sua madre che sfida ciò che la gente dirà, suona il flauto; gli abitanti del villaggio si uniscono a loro con vari strumenti improvvisati e riescono a tranquillizzare i bambini.

## Riconoscimenti
- 2013 – Premio César[1][2]
  - Candidatura al miglior film d'animazione